# Araneus isabella
Araneus isabella este o specie de păianjeni din genul Araneus, familia Araneidae. A fost descrisă pentru prima dată de Vinson, 1863.
Este endemică în Madagascar. Conform Catalogue of Life specia Araneus isabella nu are subspecii cunoscute.